# Бобринские
Бо́бринские — русский графский и дворянский род, который ведёт начало от Алексея Григорьевича Бобринского, внебрачного сына Екатерины II и Г. Г. Орлова.

## Происхождение
Алексей Бобринский родился 11 апреля 1762, незадолго до восшествия матери на престол, что видно из собственноручного письма от 2 апреля 1781 императрицы Екатерины II, хранящегося в семейном архиве Бобринских. Другим письмом от того же числа императрица пожаловала ему герб.
Через 5 дней по восшествии на престол своего единоутробного брата Павла Петровича Бобринский был произведён в генерал-майоры и в тот же день, 12 ноября 1796 года, возведён в графское Российской империи достоинство.

## Известные представители
- Бобринский, Алексей Григорьевич (1762—1813)
OO   баронесса  Анна Владимировна Унгерн-Штернберг (1769—1846)
  - Мария Алексеевна, замужем за гофмейстером князем Николаем Сергеевич Гагариным
  - Алексей Алексеевич Бобринский (1800—1868) — известный сельский хозяин 
OO   Софья Александровна Самойлова (1797—1866)
    - Александр Алексеевич (1823—1903) — генеалог
      - Алексей Александрович (1852—1927) — известный археолог, умер в эмиграции 
OO   Половцова, Надежда Александровна (1865—1920)
      - Владимир Александрович (1853 — 1877) — поручик, убит во время русско-турецкой войны (1877—1878). 
        - Софья Алексеевна (1887—1949) — одна из первых женщин-пилотов

      - Александр Александрович (1855—1890) — писатель; служил в лейб-гвардии гусарском полку, потом был чиновником особых поручений при генерал-губернаторе Кавказа. Напечатал по-французски два сочинения: «Contes orientaux» и «La cathédrale de Moscou», оба под псевдонимом Achaz Boren[2]
      - Андрей Александрович (1859—1930) — член Государственного совета, музыкант, автор романсов и произведений духовного содержания
        - Пётр Андреевич (1893—1962) — поэт, публицист, автор очерка жизни Григория Саввича Сковороды

      - Георгий Александрович (1863—1928) — генерал-губернатор Галицийского генерал-губернаторства

    - Владимир Алексеевич (1824—1898), с 1868 по 1871 гг. был управляющим министерством путей сообщения
    -  Лев Алексеевич (8 ноября 1831 — 23 марта 1915), основатель учебных заведений, фабрик и заводов

  - Павел Алексеевич
    - Алексей Павлович Бобринский (1826—1894) с 1871 по 1874 был министром путей сообщения
      - Владимир Алексеевич (1867—1927) — политический деятель, идеолог русофильского движения в Галиции
        - Георгий Владимирович (1901—1985) — лингвист, профессор Чикагского университета

      - Алексей Алексеевич Бобринский (1864—1909) OO   Варвара Николаевна Львова (1864—1940)
        - Николай Алексеевич (1890—1964) — русский зоолог и географ OO   Мария Алексеевна Челищева (1886—1973)
          - Алексей Николаевич (1920—1932)
          - Гавриил Николаевич (1922—1926/7)
          - Анна Николаевна (1925—1933/4)
          - Павел Николаевич (?)
          - Николай Николаевич (1927—2000) - действительный член Историко-родословного общества в Москве и Русского генеалогического общества
            - Алексей Николаевич (род. 1956)

    - Павел Павлович (1829—1860), тайный советник, гофмаршал, погиб на дуэли в Швейцарии.

  - Василий Алексеевич (1804—1874)
    - Алексей Васильевич (1831—1888) был членом Государственного совета и егермейстером Высочайшего двора
      - Алексей Алексеевич Бобринский (1861—1938) — путешественник, этнограф, искусствовед[3]

## Описание герба
Щит разделён посередине горизонтальной чертой, а верх щита разделён вертикально ещё на две части; в середине положен малый щиток, изображающий в золотом поле двуглавого чёрного орла, увенчанного коронами. В верхней правой части щита, рассечённой продольно на серебряный и голубой цвет, виден воспаряющий орёл переменного цвета с голубого на серебряный; в левом верхнем поле, разделённом поперёк пополам вверху серебряным, а внизу — красным цветом, восходит наискось бобр с левого нижнего угла к правому верхнему, также с переменным цветом из серебряного в красный; в третьей нижней части на подошве щита видна в серебряном поле красная городская стена, простирающаяся несколько вкось к левой стороне, на которой изображён идущий медведь в золотой короне и с таким же ошейником.
Щит увенчан обыкновенной графской короной с поставленным на ней турнирным графским шлемом, который покрыт намётом с левой стороны золотым, с правой — чёрным, подложенный весь голубым. Поверхность всего этого украшена короной и стоящим на ней российским государственным орлом, увенчанным на двух орлиных головах коронами. Все это заключается девизом: «Богу слава, жизнь тебе». Герб графов Бобринских помещён в I часть Гербовника, № 27.